# 嵐芳三郎 (7代目)
七代目 嵐芳三郎（しちだいめ あらし よしさぶろう、1965年1月13日 - ）は、前進座の歌舞伎役者・俳優。屋号は豊島屋（てしまや）。本名は寺田 広己（てらだ ひろみ）。旧芸名は嵐広也（あらし ひろなり）。東京都出身。定紋はふせん橘、替紋は五つ千鳥。立役。桐朋学園短期大学部演劇学科卒業。

## 略歴
- 1970年12月、新橋演舞場公演にて『雨あがる』（山本周五郎原作）で初舞台。
- 2006年に、NHK大河ドラマに出演。
- NHKスペシャルドラマ『坂の上の雲』に出演。
- 2010年5月、国立劇場公演にて『切られお富』の井筒与三郎で七代目嵐芳三郎を襲名。

## 家系
- 曽祖父 松山省三（洋画家、カフェー・プランタン経営） - 衆議院議員、第8代広島市長などを務めた渡辺又三郎の三男[3]。
- 祖父 五代目嵐芳三郎（豊島屋）女方
- 祖父 五代目河原崎国太郎（山崎屋）女方
- 父 六代目嵐芳三郎（豊島屋）女方（五代目芳三郎の子）
- 母 日本舞踊家・藤間多寿史 (前進座所属・松山梨絵、五代目国太郎の次女）[4]
- 叔父 嵐圭史（豊島屋）立役
- 叔母 女優・寺田路恵（文学座所属）
- 叔父 声優・麦人
- 叔母 シャンソン歌手・広瀬節子
- 叔父 松山英太郎
- 叔父 松山政路
- 従妹 由夏
- 従弟 芦田昌太郎
- 従妹 松山愛佳
- 兄 六代目河原崎國太郎（山崎屋）女方

## 出演

### テレビドラマ
- お登勢（2001年、NHK） - 加納睦太郎 役
- 天花（2004年、NHK）
- 大河ドラマ
  - 功名が辻（2006年、NHK） - 福島正則 役
  - 八重の桜（2013年、NHK） - 但木土佐 役
- 陽炎の辻〜居眠り磐音 江戸双紙〜2（2008年、NHK） - 尾口小助役
- 坂の上の雲（2010年、NHK） - 田中国重 役
- 事件シリーズ16（2015年5月、テレビ朝日） - 長谷川充（裁判長） 役

### 映画
- 駆込み女と駆出し男（2015年5月16日、松竹） - 松の湯の男 役
- 日本のいちばん長い日（2015年8月8日、松竹） - 大西瀧治郎 役

### 舞台
- 『女殺油地獄』 河内屋与兵衛
- 『操り三番叟』
- 『唐茄子屋』 徳三郎
- 『三人吉三巴白浪』 お坊吉三
- 『御浜御殿綱豊卿』 富森助右衛門
- 『薄桜記』 丹下典膳(名古屋演劇ペンクラブ賞)
- 『南の島に雪が降る』 加藤徳之助
- 『番町皿屋敷』 青山播磨
- 『東海道四谷怪談』 民谷伊右衛門
- 『裏長屋騒動記』 紙屑屋の久六
- 『佐倉義民伝』 木内宗五郎
- 『茶壺』 麻估六
- 『杜若艶色紫 お六と願哲』 佐野次郎左衛門
- 『花こぶし 親鸞聖人と恵信尼さま』 親鸞聖人
- 『雪間草-利休の娘お吟-』 豊臣秀吉 [5]

## 著書
- 『受け継ぐべきもの』（つむぎ書房、2021年11月）ISBN 9784910205991